# Enveig
Enveig (en francès Enveitg) és una comuna de la Catalunya del Nord, a la comarca de l'Alta Cerdanya. Administrativament, pertany a l'Estat francès.
El terme comunal comprèn, a més d'Enveig, Bena, Feners i Brangolí.

## Etimologia
Joan Coromines explica en el seu Onomasticon Cataloniae que Enveig és un altre dels nombrosos topònims cerdans d'origen iberobasc. El resum de la llarga explicació que dona per a aquest topònim és que està format per un ètim original ib, procedent d'ibai (riu). En segon lloc, s'hi afegí -egi- (vessant de muntanya), i finalment, l'article basc -a, per la qual cosa es donà el topònim, ja llatinitzat, ig-egi-um (vessant d'aigües), o ibi-begi-um (ull d'aigua, font). Amb el pas del temps rebé el reforç d'en, present en molts altres topònims pirinencs (Encamp, Ensija...).

## Geografia

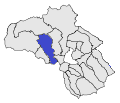
Enveig a l'Alta Cerdanya

### Localització i característiques generals del terme
El terme comunal d'Enveig, de 305.200 hectàrees d'extensió, és situat al centre - oest de la comarca de l'Alta Cerdanya. És totalment envoltat d'altres termes cerdans. Al sud limita amb el terme municipal de Puigcerdà, de la Baixa Cerdanya.
Com el veí terme de Dorres, el d'Enveig és un terme allargassat de nord a sud, lleugerament esbiaixat de nord-oest a sud-est, amb el terç septentrional del terme situat a la zona sud-oest del Massís del Carlit, el terç central en el vessant d'aquest massís, amb els pobles de Bena, de Brangolí i de Feners i el terç meridional a la plana de la Cerdanya, on hi ha el poble d'Enveig i les modernes urbanitzacions que el complementen, juntament amb la important estació de tren de la Tor de Querol - Enveig.
El límit nord del terme, limítrof amb el terme de Portè, és una carena format a ponent pel Punxó, de 2.280,1 m alt, la Serra del Bac d'Hortell, de vers els 2.544, la Serra de la Portella de Bac d'Hortell, de 2.574, que representa el punt més elevat de la comuna d'Enveig, i la Portella de Bac d'Hortell, de 2.557,6. En aquest sector nord, però totalment dins del terme d'Enveig, hi ha el Pic Pedrós, de 2.280,1. El límit occidental, amb el terme de Porta, és bàsicament la carena que des del Punxó davalla, fent molts canvis de direcció, cap al sud, tot passant pel Coll de l'Home Mort, a 2.290,6 m alt, el Pic de Comau, de 2.335,1, les Esquerdes de Comau, vers els 2.250, el Serrat del Freser, cap als 2.050, on acaba el termenal amb Porta i comença el de la Tor de Querol, d'on continua davallant cap a les Comes, de 1.792,9, i el Pic de Bena, de 1.771,8, que és ja la darrera prominència abans d'entrar en el pla cerdà. Des d'aquest punt, el límit sud-oest del terme d'Enveig discorre per la carena que separa la vall del Riu de Bena, a llevant, de la del Riu de Querol, a ponent, fins que just al costat de ponent de l'Estació de la Tor de Querol arriba a tocar aquest darrer curs d'aigua, a 1.213,4 m alt.
Tot el termenal oriental del terme d'Enveig és limítrof amb el de Dorres. Arrenca de la Portella de Bac d'Hortell, ja esmentada, a 2.557,6 m alt, i va seguint una sèrie d'elevacions i carenes, però molt menys marcades que l'anteriorment descrita. Es tracta del trencant d'aigües que separa la vall del Riu de Brangolí, a ponent, del Rec de Dorres, a llevant. Així, passa per l'extrem de llevant de les Molleres de Maurà i s'adreça al Pic de Mollet, de 2.287 m alt, el Roc de la Serra de la Quera, a 1.765, el Coll de Juell, a 1.632,5, fins que arriba al vessant sud-oest del Turó de Bell-lloc, on el termenal baixa per un torrent fins a tocar el Riu de Brangolí, a 1.287,5 m alt. En aquest punt, com al final de l'explicació del paràgraf anterior, comença la part del terme d'Enveig situada a la plana cerdana, que suposa aproximadament el terç meridional de la comuna. En aquesta zona, els límits del terme d'Enveig segueixen en alguns trams els dos rius esmentats, el de Bena i el de Brangolí, i en d'altres trams són geogràficament arbitraris, i segueixen antigues possessions sense cap relleu geogràfic que les determini. El punt més baix de la comuna d'Enveig és a 1.181,4 m alt, a la llera del Riu de Querol, a l'extrem sud del terme comunal. El poble d'Enveig és a 1.250, el de Bena, a 1.585, el de Feners, a 1.490, el de Brangolí, a 1.470, i l'Estació de la Tor de Querol, a 1.230.
L'interior del terme està format per dues valls, la del Riu de Bena i la del de Brangolí, molt tortuoses a causa de les muntanyes que travessen, que s'uneixen a prop al nord del poble d'Enveig i surt del terme al cap de poc, al nord-est d'aquest poble. El sector més meridional del terme està solcat pel Riu de Querol, que travessa un breu tram del terme comunal, al sud-oest.
Termes municipals limítrofs:
| Porta            | Portè                                          | Dorres |
|                  |                                                |        |
| La Tor de Querol | Guils de Cerdanya / Puigcerdà (Baixa Cerdanya) | Ur     |

.

### El poble d'Enveig

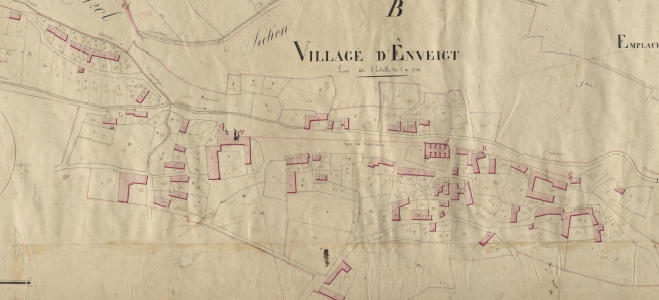
Enveig en el Cadastre Napoleònic del 1812 (Arxius Departamentals dels Pirineus Orientals, ADPO)

El poble d'Enveig, cap de la comuna, és a l'extrem meridional del seu terme, al nord de la zona plana de la comuna, a la dreta del Riu de Brangolí i a l'esquerra del Riu de Querol, a la carena que separa les valls d'aquests dos rius.

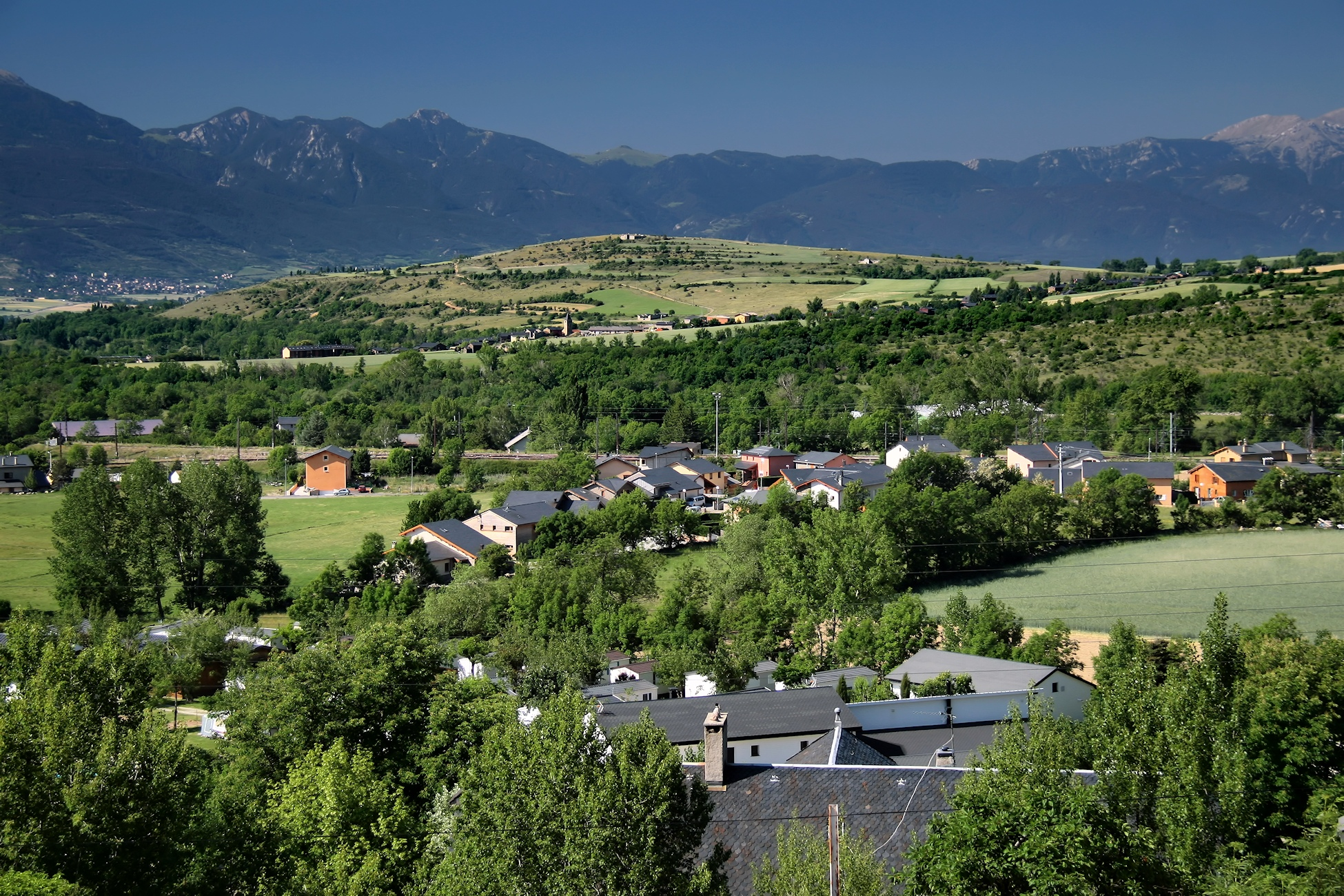
El poble d'Enveig

El poble té el nucli vell al costat sud de la carretera N - 20, que serveix d'eix vertebral del nucli actual, amb l'església parroquial de Sant Sadurní d'Enveig (antigament dedicada a sant Andreu) ran de carretera en aquest nucli antic i els edificis comunals (Correus, l'escola, la Casa del Comú...) més al nord-oest, en una zona més moderna que l'anterior. Destaquen a Enveig les restes del Castell d'Enveig, documentat des del 1318 (Castrum de Invidio), que continua acollint els descendents dels senyors d'Enveig. Rep el nom de Casal dels Pastors (del cognom de la família propietària del casal. En aquest edifici es troba la capella de Sant Antoni de Pàdua.
Modernament, el poble d'Enveig ha crescut cap a llevant gràcies a la urbanització creada entre el nucli vell i l'estació de tren, anomenada la Cité.

### La Muntanya d'Enveig
La Muntanya d'Enveig és el sector del terme comunal d'aquest nom situat al nord del terç meridional del terme, entre la plana cerdana, on es troben el poble d'Enveig i la Vinyola, i les muntanyes dels dos terços de la comuna, situats en els contraforts sud-occidentals del Massís del Carlit. En alguns dels censos antics de població, apareix la Muntanya o la Muntanya d'Enveig com una població més del terme. Està formada, pel que fa a poblament, per tres pobles: Bena, Brangolí i Feners.

#### Bena

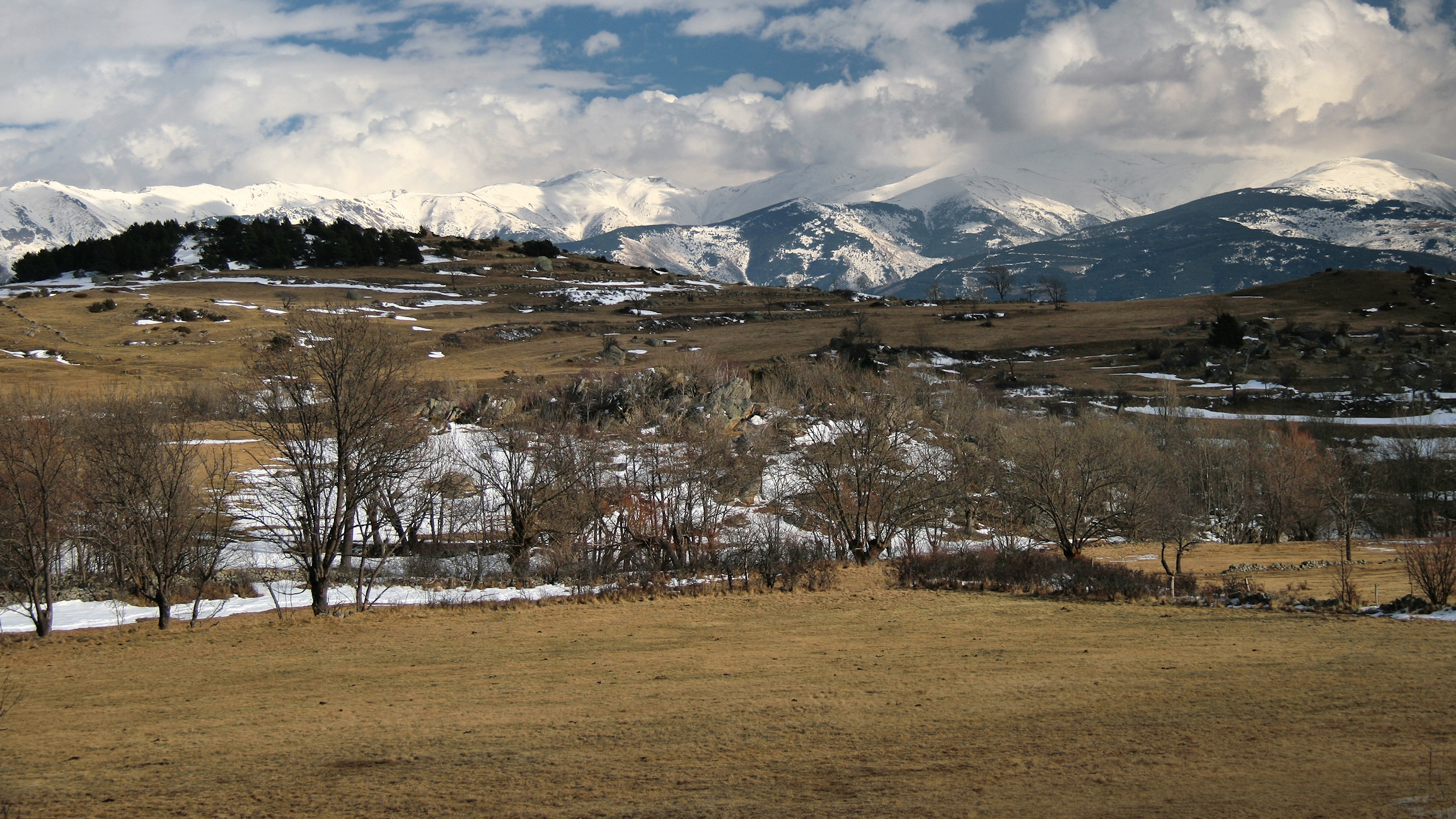
Lloc on es troba Bena

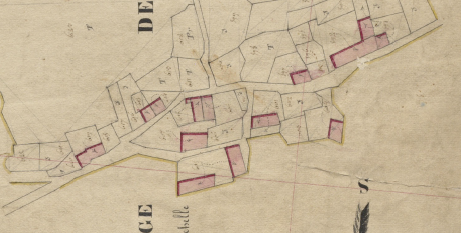
Bena en el Cadastre Napoleònic del 1812 (ADPO)

Bena és un petit poble, actualment pràcticament deshabitat, situat al nord-oest del terç meridional del terme comunal, on comença l'anomenada Muntanya d'Enveig, al peu del Pic de Bena i al nord-est del Coll de Bena. És a 1.580 metres d'altitud, al lloc on comença la plana de la Cerdanya als peus del Massís del Carlit.
Bena està documentat des del 1290; el 1506 apareix amb la forma els Masos de la Muntanya de Bena.

#### Brangolí

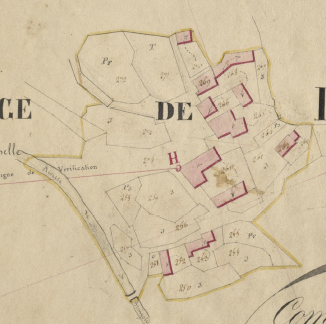
Bena en el Cadastre Napoleònic del 1812 (ADPO)

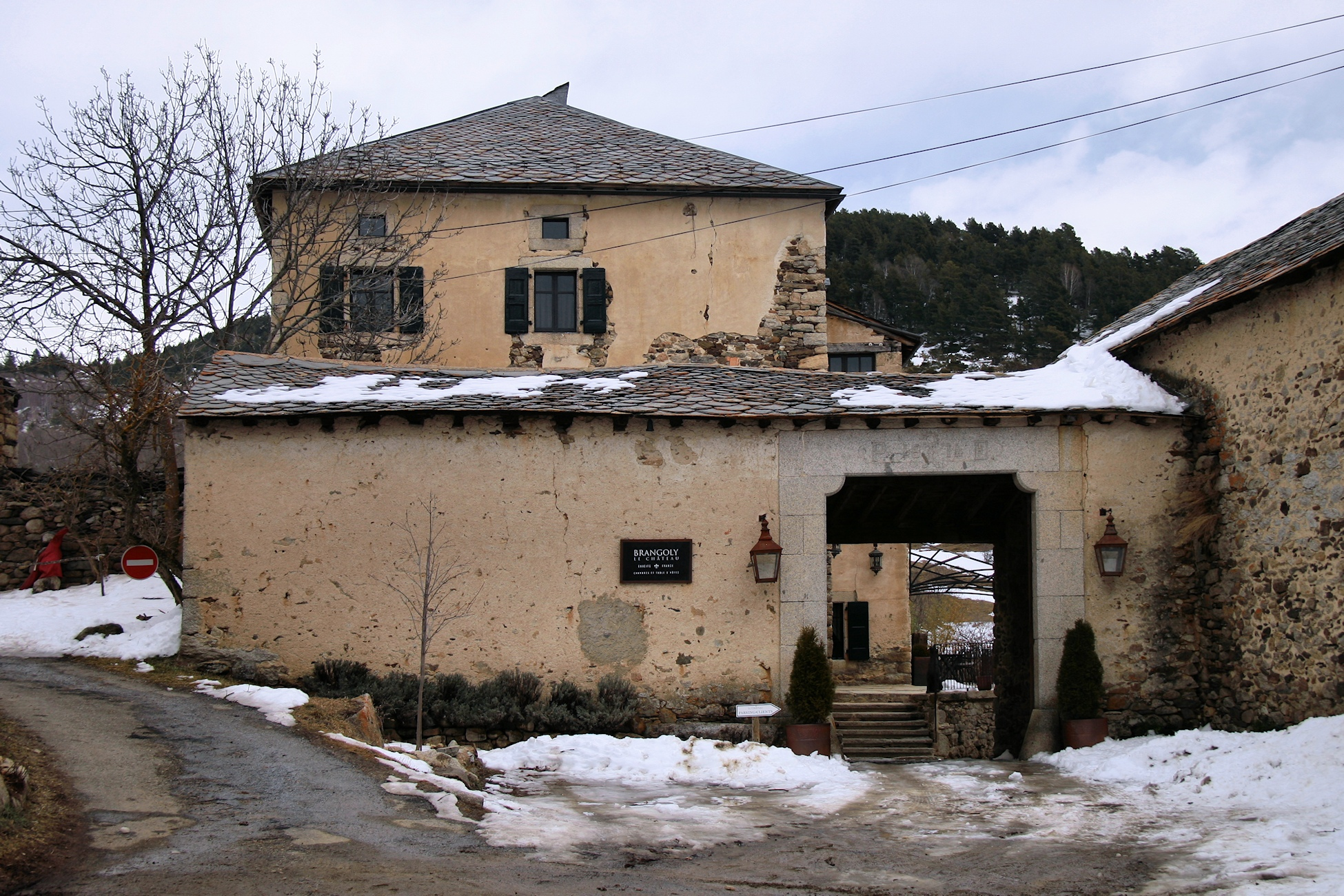
L'anomenat Castell de Brangolí

El poble de Brangolí, antigament Vilangolí, és al nord-est del terç meridional del terme, al punt de contacte de la plana cerdana amb la Muntanya d'Enveig, als peus de la zona muntanyosa dels contraforts del Massís del Carlit. És a prop a l'esquerra del Riu de Brangolí i també a prop a llevant del vilatge de Feners.
La seva església de Sant Fruitós havia estat parroquial dels pobles de la Muntanya d'Enveig, Bena, Brangolí i Feners. Hi ha també el Castell de Brangolí, casal del segle xviii que ara es considera castell, malgrat no ser-ho, històricament parlant. A l'oest del poble hi ha el Dolmen de Brangolí.
El 1067 està documentat l'alode de Villanguli, el 1260, el villare Vilanguli, i el 1269, [[]].Villangoli. A partir del 1632 ja és esmentat com a Brangolí.

#### Feners

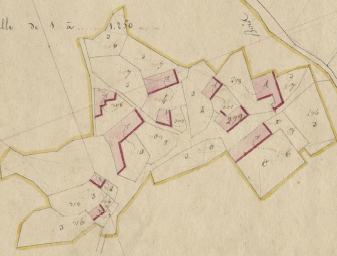
Feners en el Cadastre Napoleònic del 1812 (ADPO)

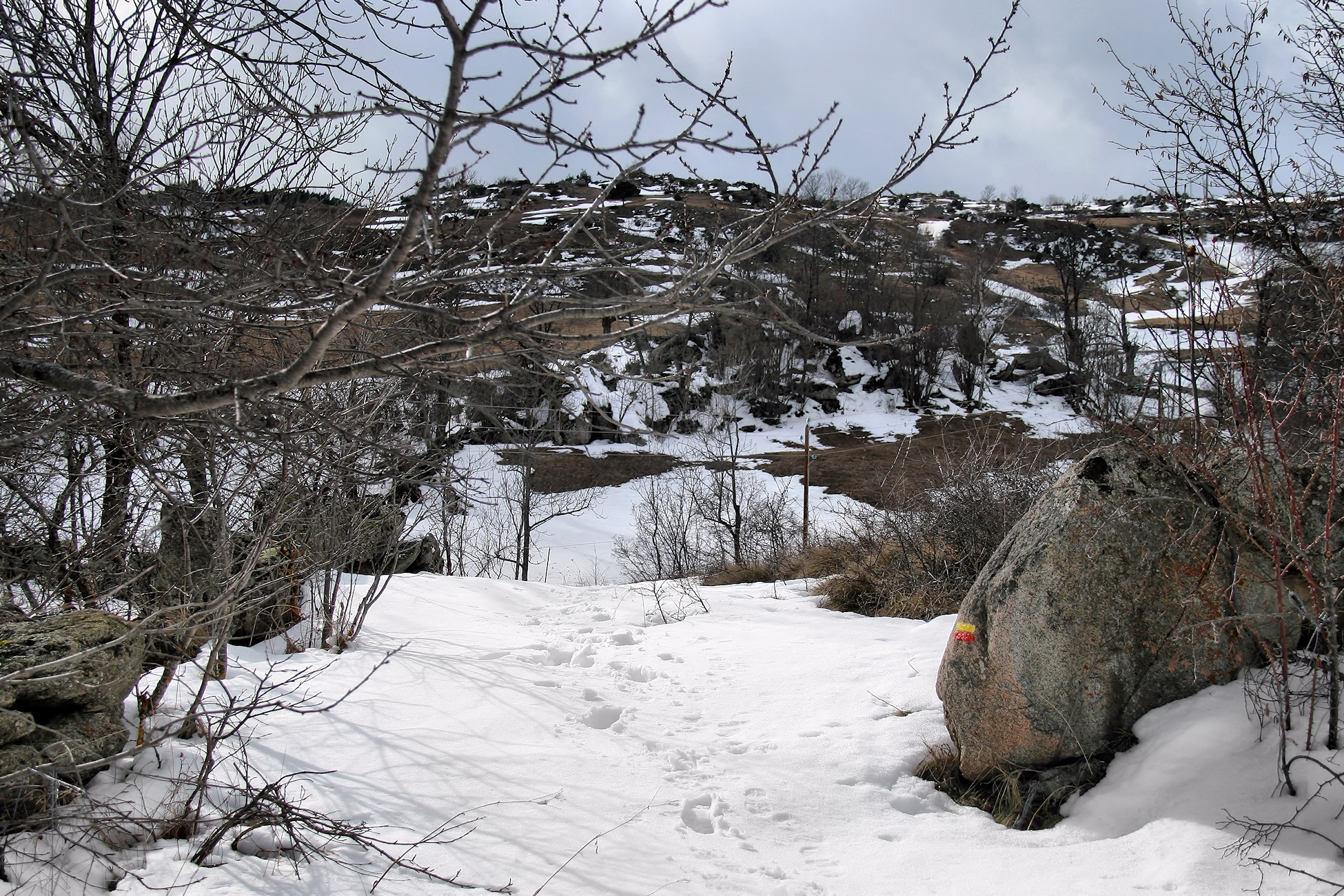
Lloc on es troba Feners

El poble de Feners també forma part de la Muntanya d'Enveig. És al nord-est del terç meridional del terme, al començament de la plana cerdana, als peus de la zona muntanyosa dels contraforts del Massís del Carlit. És a la dreta del Riu de Brangolí i també a prop a ponent del vilatge de Brangolí.
Al seu sud-est hi ha el Dolmen de Brangolí. Des del 1099 consta ja com a Feners.

### La Vinyola

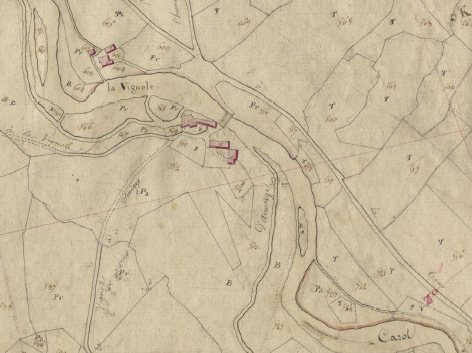
La Vinyola en el Cadastre Napoleònic del 1812 (ADPO)

Situat a l'esquerra del Riu de Querol, a l'interior d'un ample meandre del riu, La Vinyola és un altre petit poble del terme d'Enveig. És l'únic, a part del cap de la comuna, que no és a la Muntanya d'Enveig.
Fou el centre d'una petita baronia existent almenys el segle xvi els senyors de la qual duien aquest cognom; el 1521 en consta com a senyor B. de Vinyola.

### Antics llocs del terme
En el terme d'Enveig hi havia hagut els nuclis de Llorà, esmentat l'any 1011 (Lora, villare de Lorano), i Maura o Maurà (pasqua et pasturae de Maura), del qual es té notícia el 1332.

### Els masos del terme
Tot i que històricament la zona de la Muntanya d'Enveig s'havia anomenat els Masos o els Masos de Bena, en l'actualitat a penes queden masos aïllats, a Enveig; tan sols el Mas d'en Françó, o Francó, antigament anomenat les Cases o ses Cases i el Mas Francès. La resta de construccions isolades són barraques, com la Barraca, la Barraca dels Castellans i la Barraca de Maurà, corrals de muntanya, com el Corral de les Vaques de l'Orri d'en Corbill, o el Corral de del Pla de l'Orri, o orris, com l'Orri del Pla de l'Orri, l'Orri de Roig o l'Orri de Sàlit. Dos Centre de Vacances i una Casa de Salut també són fora del nucli urbà principal. Hi ha també dos molins, el d'en Blanic i el d'en Llanes. També cal esmentar el cementiri, ara fora del nucli urbà, el Pont de la Caspanyeda, el càmping Robinson i les dues estacions (popularment, gares, la de la Tor de Querol i la de Bena - Feners.

### Hidrònims

#### Cursos d'aigua
El terme d'Enveig és el punt de trobada de diversos cursos d'aigua, tots ells subsidiaris del Segre. D'una banda, a l'extrem sud del terme, es troba el riu Querol, en aquest tram anomenat ja Aravó, que prové de la Vall de Querol, a l'extrem nord-oest de la comarca de la Cerdanya, de les comunes de la Tor de Querol, Porta i Portè i continua el seu curs en el terme municipal de Puigcerdà, de la Baixa Cerdanya. En el seu pas per Enveig, aquest riu no rep cap afluència. La vall del Querol és la que conforma la zona meridional del terme, al sud de la població d'Enveig, que està situada a la carena que separa la vall del Querol de la del Riu, o Rec, de Brangolí.
Al nord del poble d'Enveig discorre el Riu o Rec de Brangolí, al qual s'uneix, just al nord del poble, el Riu, o Rec, de Bena. Aquests dos cursos d'aigua són els que conformen la resta del terme comunal d'Enveig. El de Bena és el més occidental dels dos; al de Brangolí, el més oriental. Encara, a l'extrem nord-oest del terme, hi ha el Riu, o Rec, de Salit, que neix en terme d'Enveig, però aviat s'integra en el de la Tor de Querol, on aflueix en el riu de Querol (mentre que els altres dos, el de Bena i el de Brangolí, marxen cap a llevant per tal d'integrar-se en el Segre a través del Reür, que formen en el terme d'Ur en unir-se al Riu d'Angostrina.
El Riu, o Rec, de Salit, o del Ras del Salit, es forma al Ras del Salit, a les Molleres del Ras del Salit, on rep per l'esquerra el Rec del Ras del Cucut. En la resta del seu pas pel terme d'Enveig ja no rep cap més afluent rellevant. El Riu, o Rec, de Bena es forma al nord del terme, al Molleret de la Pedrilla, on rep nombrosos torrents de muntanya. Des d'aquest lloc davalla cap al sud, passa pel Pas de Dalt, o del Clot de Gispetera, i després per Pas de l'Aigua de l'Orri de Gispetera, i rep per l'esquerra el Rec de l'Orri d'en Corbill, de fet l'únic afluent important: el fet que la vall per on davalla aquest curs d'aigua sigui molt tancada, fa que hi hagi nombrosos torrents de muntanya, però cap d'ells de gaire rellevància. El Riu de Bena continua cap al sud; poc després de deixar a la dreta el vilatge de Bena gira progressivament cap al sud-est, i al nord del poble d'Enveig s'aboca en el Riu de Brangolí. Es conserven els noms de dos passos més, avui dia no localitzats: el Pas del Mig i el de Baix, així com el Salt de les Carrasses.
El Riu, o Rec, de Brangolí es forma al nord-est del terme comunal, al Pla de Maurà, on s'ajunten diversos torrents de muntanya: el Rec dels Estanyets, el de les Molleres de Maurà, amb el del Port de Maurà, el de la Tosa i el de la Barraca de Maurà. Davalla cap al sud pel costat oriental del terme d'Enveig, i rep diversos recs -torrents- de muntanya, el més important dels quals és el Rec del Pla de l'Orri. Finalment, rep per la dreta el Riu, o Rec, de Bena, al cap de poc fa da límit entre les comunes d'Enveig i d'Ur, i rep per l'esquerra el Torrent d'Alba, també limítrof entre aquestes dues comunes. Tot seguit entra plenament dins d'aquest darrer terme.

#### Molleres
Tot i no haver-hi estanys, en el terme d'Enveig, sí que hi ha importants zones d'aiguamolls de muntanya, aquí anomenats molleres. Així, hi ha la Mollera del Pla de l'Om, dues zones de molleres sense nom específic, les Molleres de la Pleta de la Predilla, les del Ras del Salit, les de Maurà i el Molleret de la Pedrilla.

#### Canals d'irrigació
Diversos són els canals d'irrigació del terme d'Enveig: el Rec de Feners, el Rec o Séquia de Ger, el Rec del Molí d'en Blanic, el Rec o Séquia de Puigcerdà, el Rec Nou i el Rec Vell.

### Orònims
En aquest terme es troben topònims que indiquen formes de relleu o espais geogràfics definits, com obagues: els Bacs (en dos llocs diferents del terme), els Bacs de la Senyoreta i la Baga; clots, com el Clot de la Gispetera; colls, com la Collada de Coma Pregona, les Collades del Mig, el Coll de Bena, el Santa LlogaiaColl de Juell, el Coll de l'Home Mort, el Collet de Mula i els Colletons, la Portella de Bac d'Hortell; comes, com Coma Pregona i les Comes; muntanyes, com el Pic de Comau, el Pic de la Jaça de Mollet, el Pic de la Portella de Bac d'Hortell, el Pic de Mollet, el Pic Pedrós, el Puig o Pic de Bena, el Punxó, o Pic del Punxó, la Serra de Bac d'Hortell; planes, com el Pla, el Pla de l'Orri, el Pla de Maurà, els Plans; serres i serrats, com dues serres sense complement, totes dues la Serra, la Serra de Comau, la Serra de la Quera, la Serra del Bac, el Serrat Blanc, el Serrat Boscat, el Serrat de Casa-sorda, el Serrat de la Pedrilla, el Serrat, o Serra, de la Portella de Bac d'Hortell, el Serrat de la Segalissa, el Serrat de les Esquerdes de Comau, el Serrat del Freser, el Serrat del Punxó, el Serrat del Roc de Freser, el Serrat d'Espilla, el Serrat dels Llops, el Serrat dels Pins, el Serrat d'en Bac, el Serrat del Cavaller i el Serrat d'en Bac, i solanes, com el Solà del Cavaller, el Solà d'en Planes i la Solana (dues de diferents).

### El terme comunal
Les partides o indrets específics del terme d'Enveig són les Anglades, les Arenes, l'Artiga del Peiró, el Bancalet, els Bosquets, la Campòria, el Camp de les Feixes, els Camps de la Pera, el Camp Sec, les Canals, les Cases, Coll de Juell, el Collet de la Mula, els Colletons, Conells, Coronals, Cursiat, la Devesa de Bena, les Deveses del Puig de Bena, Dilló, la Dona Morta, les Esquerdes de Comau, les Feixes de la Creu, la Ginebrosa, la Jaça de Pal, Llaurà, les Marunyes, Maurà, Morrelló, la Muntanya de Bena, la Muntanya d'Enveig, l'Orri, l'Orri de la Viuda, l'Orri de Roig, l'Orri d'en Corbill, l'Orri de Salit, la Padrilla, o Pedrilla, en Pardines, la Pleta de la Dolç, la Pleta de la Pedrilla, la Pleta del Cavaller, la Pleta del Pal, o del Ras de Salit, la Pleta del Pla de l'Orri, la Pleta Vella de les Canals, el Port de Maurà, el Prat Comú, el Prat de la Vila de Bena, el Prat de la Vila de Feners, els Prats, els Prats del Cavaller, Puig de Coma Vella, les Queres, abans les Esqueres, el Ras del Cucut, el Ras del Salit, Rigalls, el Roc del Punxó, els Rocs, la Salanca, Santa Eulària, la Tartera del Pas del Mig, Taüja, la Tosa, Tres Fonts, el Tudó de la Vinyola, el Tudoret, Ventajola, la Verneda, la Vinyola i la Voltorera.

#### Senyals termenals
Alguns topònims corresponen a senyals dels límits del terme comunal, com el Cim de l'Avellanosa de Salit, la Creu del Camí de la Vila, coneguda com a Fita fronterera 473, la Creu del Camp del Mas d'en Bordes, la Creu del Mas d'en Bordes, coneguda com a fita fronterera 469, el Piló, la Roca del Trèmol a l'Artiga del Peiró, el Roc de Camp Sec, el Roc de Cliners, el Roc de Comau, el Roc de la Barraca dels Castellans, el Roc de la Coma de Taüja, el Roc de la Dona Morta, el Roc de la Serra de la Quera, el Roc del Fontanal de Rigalls, el Roc del Freser, el Roc del Solà d'en Planes, el Roc del Tort, el Roc de Maurà, el Roc Gros del Camp d'en Beceda, conegut com a fita fronterera 472, el Roc Gros del Camp del Cucut, el Roc Petit del Camí de Puigcerdà, coneguda com a fita fronterera 470, Roc Rossell, les Roques de Coma Vella i les Roques del Camp de Coma Oliva.

### Fites frontereres
El terme d'Enveig té nou fites frontereres (la numeració va d'oest a est, en aquesta comuna de nord-oest a sud-est): les que porten els números 466 a 472, incloses les 467/1 i 467/2, fites secundàries.
- La 466 és un bloc de pedra quadrangular de mida mitjana amb el número gravat a la pedra i emmarcat en un rectangle blanc, situat a la riba esquerra de l'Aravó, a prop a l'est-nord-est de Saneja i al sud de la Vinyola, a prop a migdia de la depuradora d'aquesta població. Ès en un marge al sud del Prat del Puig, al costat d'un muret.

- La 467 és a 172 metres de l'anterior, al costat est de la carretera local de Puigcerdà a la Tor de Querol, el Camí de la Vinyola (D - 34), davant mateix d'una pedra mil·liar de dos metres i quart d'alçària. És una fita quadrangular mitjana amb les vores superiors arrodonides i el número gravat i pintat de negre, sense creu ni requadre d'emmarcament.

- La 467/1 és 290 metres al sud-est de l'anterior, en el marge oest de la via del ferrocarril, entre Puigcerdà i la Tor de Querol. És una fita quadrangular de mida mitjana poc destacada del sòl, amb el número gravat en el bloc de pedra i resseguit amb pintura negra.

- La 467/2 és uns cinc metres al sud-est de l'anterior, en el marge est de la mateix via de ferrocarril. És com l'anterior, però de planta rectangular, en comptes de quadrada.

- La 468, una fita quadrangular de mida mitjana amb els cantells arrodonits i el número, sense creu, gravat en el bloc de pedra, és al Prat Gran, a 453 metres de la 467, a l'angle sud-oest d'un camp gran al Pla.

- La 469 és 276 metres, a ponent del Mas d'en Bordes, a llevant -un xic al nord- de l'anterior. És una fita semblant a les anteriors, bastant destacada respecte del terra, amb el número gravat en el bloc de pedra.

- La 470 és al Prat Gran d'en Bordes, a 660 metres de l'anterior, a la vora de ponent del camí de Puigcerdà a Enveig. És una fita com les anteriors, però amb una cara pràcticament tota pintada de blanc i el número, damunt, de color negre.

- La 471 és una creu gravada i sense pintar a la Roca Basseda, una roca natural horitzontal. El número, poc visible, és també gravat i sense pintar. És a 645 metres més a llevant. És a prop al nord-est del Mas Francès

- La 472 és a 105 metres de l'anterior, al marge dret del Canal de Puigcerdà, al Camp d'Ur. Assenyala alhora el triterme entre Enveig, Ur i Puigcerdà, molt a prop del gran revolt que fa la carretera N - 20 al sud-oest del poble d'Ur. És una fita quadrangular de mida mitjana, amb el capçal suaument arrodonit. Hi té el número gravat i pintat de color negre damunt d'un rectangle blanc en part descolorit.

## Transports i comunicacions

### Carreteres
En el terme comunal d'Enveig es poden trobar dues carreteres, amb una tercera que és variant d'una d'elles: la N - 20 (La Guingueta d'Ix - N - 320 / N - 22, a Portè), la D - 34 (La Tor de Querol - Límit entre l'Alta i la Baixa Cerdanya, al terme de Puigcerdà) i la D - 34a (D - 34, a la Tor de Querol - Enveig). La carretera D - 34 continua dins del terme municipal de Puigcerdà en forma de pista rural. Aquestes tres carreteres són a l'extrem meridional, i més planer, del terme d'Enveig.

### Ferrocarril
En el terme comunal d'Enveig hi ha l'estació ferroviària de la Tor de Querol - Enveig on conflueixen trens de Rodalies de Renfe, trens TER de la SNCF i el Tren Groc de la Línia de Cerdanya, amb tres amples de via diferents. També en el mateix terme hi ha l'Estació de Bena-Feners, que cobreix dos petits llogarets del municipi i és servida pel Tren Groc; tanmateix, aquesta estació és lluny dels pobles esmentats, que tenen més a prop, realment, l'altra estació, la de la Tor de Querol.

### Transport públic col·lectiu
Enveig disposa de la línia 260, que uneix Perpinyà amb la Cerdanya passant per Prada, fins on és directa des de la capital del Rosselló, Rià, Vilafranca de Conflent, Serdinyà, Oleta, Toès, Fontpedrosa, Fetges, Montlluís, Bolquera, Font-romeu, Èguet, Targasona, Angostrina, Vilanova de les Escaldes, Ur, Enveig, la Tor de Querol, la Cabanassa, Sallagosa, Er, Naüja, Oceja, la Guingueta d'Ix, Ur (fent un bucle a l'Alta Cerdanya), Enveig, la Tor de Querol, Porta i Portè. Aquesta línia circula de dilluns a dissabte amb quatre serveis diaris en direcció a la Cerdanya i cinc en direcció a Perpinyà, més un servei diari extra divendres i dissabte i tres serveis en cada direcció el diumenge.

### Els camins del terme
En el terme d'Enveig existeixen camins interiors del terme, com el Camí de Bena, el de Brangolí, el de Coronals, el de Feners, el de la Campòria, el de la Muntanya, el de la Vinyola, el del Mas d'en Françó, el del Pla, el del Pla de l'Orri, el dels Colletons, el dels Estanyets, el dels Prats, el de Maurà, el de Torrent d'Alba, la Carrerada de Brangolí i la del Camí Ramader. També hi ha camins que uneixen el terme amb els veïns, com el Camí de Dorres, el de la Tor, el de la Tor a Brangolí, el de la Tor a Puigcerdà, el de Puigcerdà, el de Salit, el de Saneja, el d'Ur, la Ruta de la Tor, la Ruta d'Ur i el Torn del Carlit, a més del Tren Groc.

## Activitats econòmiques
Les activitats econòmiques tradicionals d'Enveig estaven associades a l'agricultura i la ramaderia, amb amples pastures a la Muntanya d'Enveig. Cal afegir a aquestes activitats tradicionals les derivades de l'explotació del climatisme i les estades estacionals d'estiu, que han aportat a Enveig noves activitats relacionades amb el turisme. Un gran càmping i les noves urbanitzacions, com l'anomenada la Cité, a més dels diversos establiments d'hostaleria fan d'Enveig un indret molt sovintejat pels estiuejants, molts d'ells habituals de cada any.

## Història

### Prehistòria
Sobretot a la Muntanya d'Enveig s'han trobat moltes restes prehistòriques, des de destrals polides i restes ceràmiques fins a hàbitats sencers. A prop de Brangolí hi ha el Dolmen de Brangolí, també anomenat Cova del Camp de la Marunya; a la partida de les Empardines hi havia hagut una roc amb cúpules, i en el camí de Bena a Feners, diverses cistes (tombes de lloses).

### Edats Mitjana i Moderna
Des de la baixa edat mitjana i fins a la Revolució Francesa Enveig va ser una varvassoria del Comtat de Cerdanya. El poble està documentat des de l'any 839. El 1034 està documentat el testament de Guillem d'Enveig, després del qual consten els seus fills Ramon i Ademar. Fins al 1555 estigué en mans dels Enveig, la darrera generació dels quals foren Joan Sadurní d'Enveig i la seva filla Magdalena, que es casà amb Francesc de Castellarnau, per la qual cosa el títol passà als Castellarnau, que s'intitularen varvassor de l'honor, baronia i castell d'Enveig. Pocs anys després, el 1622, comprava la senyoria d'Enveig Francesc de Pastors, els descendents del qual foren senyors del lloc fins a la fi de l'Antic Règim, i després continuaren residint en el casal senyorial, el Casal dels Pastors, fins avui dia. Alguns d'aquests descendents han estat batlles i regidors d'Enveig al llarg dels 230 darrers anys.

## Demografia

### Demografia antiga
La població està expressada en nombre de focs (f) o d'habitants (h)
| 6 f | 13 f | 33 f | 19 f | 36 f | 52 f | 365 h | 48 f | 53 f |

(Fonts: Pélissier, 1986.)
Notes:
- 1359: per a Santa Eulàlia;
- 1365: per a Enveig i Sàlit; una part d'Enveig és comptada amb Ur;
- 1515: dels quals, 2 f per a les Cases i 4 per a Bena;
- 1553: per a Enveig, Sàlit, Bena, les Cases, Saners i Brangolí;
- 1720: per a Enveig i Lamuntanya.

### Demografia contemporània
| Evolució de la població |      |      |      |      |      |      |      |      |
| 1793                    | 1800 | 1806 | 1821 | 1831 | 1836 | 1841 | 1846 | 1851 |
| 254                     | 258  | 265  | 437  | 435  | 420  | 424  | 431  | 417  |

| 1856 | 1861 | 1866 | 1872 | 1876 | 1881 | 1886 | 1891 | 1896 |
| ---- | ---- | ---- | ---- | ---- | ---- | ---- | ---- | ---- |
| 432  | 421  | 424  | 424  | 392  | 441  | 448  | 457  | 475  |

| 1901 | 1906 | 1911 | 1921 | 1926 | 1931 | 1936 | 1946 | 1954 |
| ---- | ---- | ---- | ---- | ---- | ---- | ---- | ---- | ---- |
| 463  | 438  | 419  | 381  | 384  | 731  | 600  | 631  | 714  |

| 1962 | 1968 | 1975 | 1982 | 1990 | 1999 | 2006 | 2007 | 2012 |
| ---- | ---- | ---- | ---- | ---- | ---- | ---- | ---- | ---- |
| 532  | 520  | 518  | 553  | 545  | 621  | 623  | 623  | 665  |

| 2016 |
| ---- |
| 651  |

Fonts: Ldh/EHESS/Cassini fins al 1999, després INSEE a partir deL 2004

### Evolució de la població

Població 1962-2008

## Administració i política

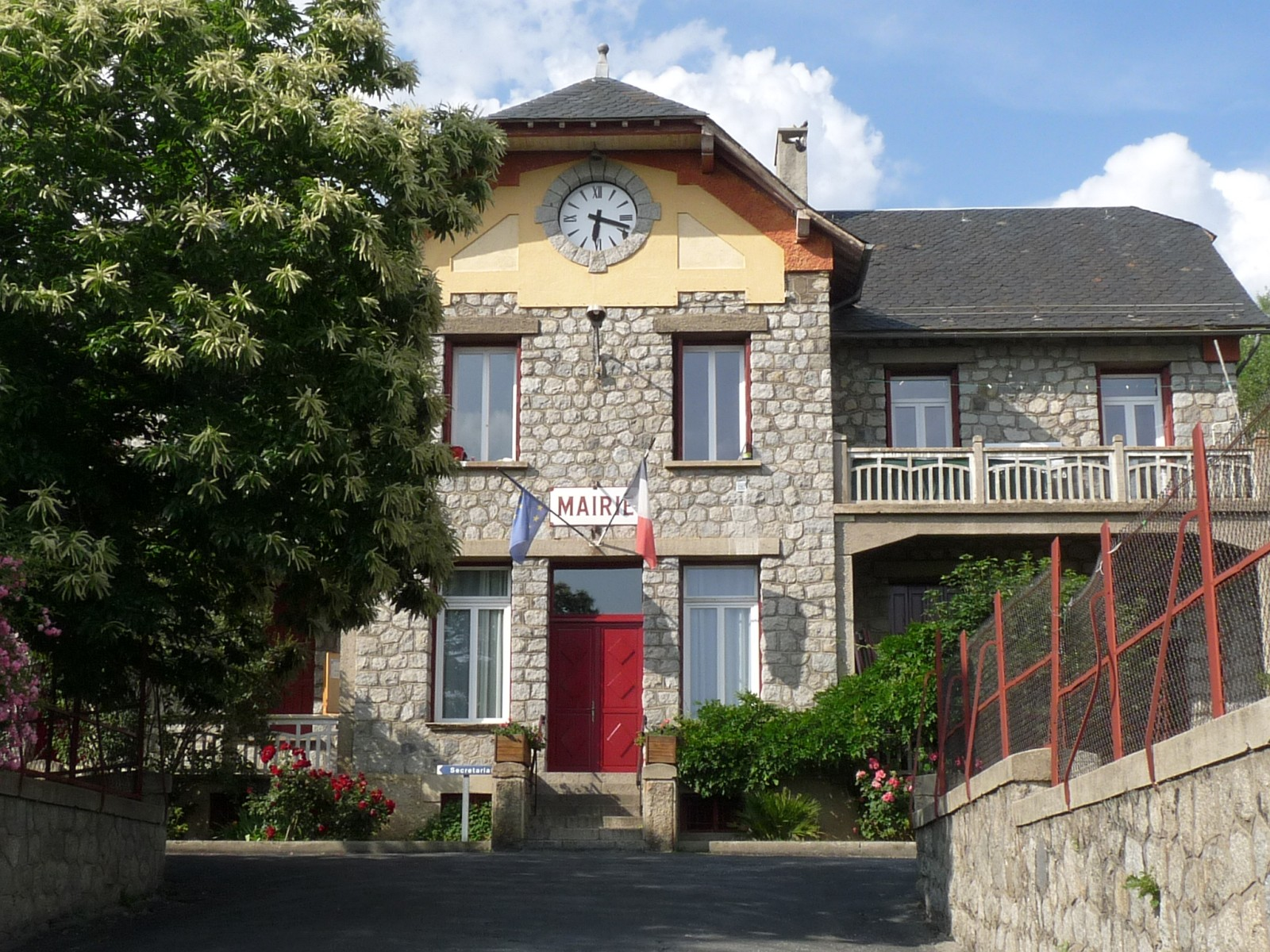
La Casa del Comú d'Enveig

### Batlles
| Alcalde           | Període                       |
| ----------------- | ----------------------------- |
| Pierre de Pastors | Març del 2001 - Març del 2008 |
| Pierre Jordy      | Març del 2008 - Març del 2014 |
| Bernard Gros      | Març del 2014 - Moment actual |

### Legislatura 2014 - 2020

#### Batlle
- Bernard Gros, batlle.

#### Adjunts al batlle[12]
- 1a: Jacqueline Juanola
- 2n: Jean-François Casamitjana
- 3a: Christine Peroy
- 4t: Christian Torrent.

#### Consellers municipals
- Jérôme Brevi
- Pierre Dennetière
- Anne de Pastors
- Eric Ferrasse
- René Garreta
- Catherine Jordy
- José Ruiz
- Valérie Sallantin
- Hélène Subirana - Bosom
- Julie Surinach.

### Adscripció cantonal
Des de les eleccions cantonals del 2015, Enveig forma part del Cantó dels Pirineus Catalans.

### Serveis comunals mancomunats
Enveig pertany a la Comunitat de comunes Pirineus Cerdanya, amb capitalitat a Sallagosa, juntament amb Angostrina i Vilanova de les Escaldes, Dorres, Èguet, Er, Estavar, la Guingueta d'Ix, Llo, Naüja, Oceja, Palau de Cerdanya, Porta, Portè, Sallagosa, Santa Llocaia, Targasona, La Tor de Querol, Ur i Vallcebollera.

## Ensenyament i Cultura
A Enveig hi ha una escola pública de maternal i primària, tot i que alguns dels infants del terme assisteixen a classe a les escoles dels pobles veïns (Dorres i la Tor de Querol). A l'hora de passar als estudis secundaris, poden anar als col·legis de la Guingueta d'Ix (Cerdanya, públic), Oceja (La perla cerdana, públic, annex de l'anterior) o Vià, a Font-romeu, Odelló i Vià (El bosc, privat). Els estudis de batxillerat i formació professional es poden cursar en el Liceu professional agrícola del Mas Blanc, de la Guingueta d'Ix, a La Perla Cerdana, d'Oceja, o al Liceu climàtic i esportiu Pierre de Coubertin, de Font-romeu.

## Llocs d'interès
- L'església de Sant Sadurní —antigament Sant Andreu— conserva una petita mostra de l'excel·lent treball romànic, malgrat haver estat molt reformada als segles XVII i xviii. El mobiliari que custodia és de caràcter excepcional.